# Pseudaulacaspis phymatodidis
Pseudaulacaspis phymatodidis är en insektsart som först beskrevs av William Miles Maskell 1880.  Pseudaulacaspis phymatodidis ingår i släktet Pseudaulacaspis och familjen pansarsköldlöss. Inga underarter finns listade i Catalogue of Life.